# Eusébio de Queirós
Eusébio de Queirós Coutinho Matoso da Câmara (Luanda, 1812 – Rio de Janeiro, 7 maggio 1868) è stato un magistrato e politico brasiliano, ministro della Giustizia (1848–1852) e autore di una delle leggi più importanti dell'Impero del Brasile, la Legge Eusébio de Queirós, che soppresse la tratta degli schiavi e aprì la strada al suo sradicamento.

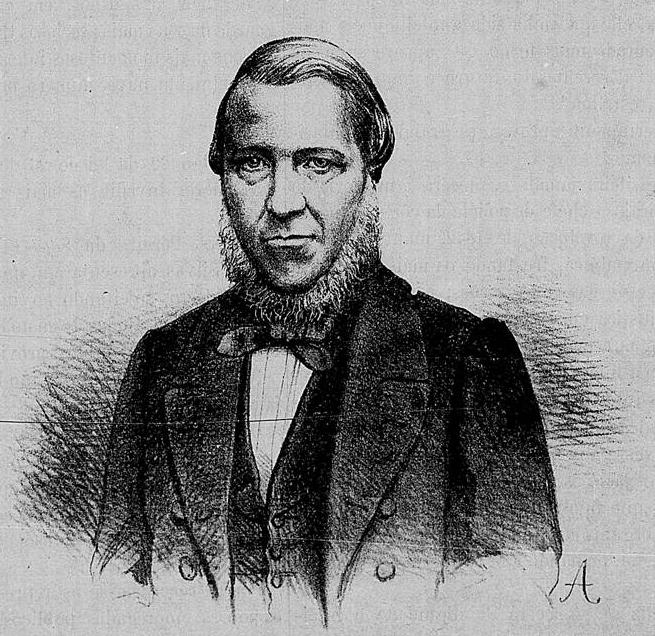
Eusébio de Queirós Coutinho Matoso da Câmaraa

A lui si deve anche il Codice di Commercio del 1850 che rimane in parte in vigore ancora oggi.

## Biografia
Era il figlio di :Eusebio de Queirós Coutinho da Silva e Catarina Matoso de Queirós Câmara. Sia suo padre che suo nonno erano stati magistrato sovrintendente dell'Angola. Quando aveva solo tre anni, la sua famiglia si trasferì a Rio de Janeiro, dove si trovava la corte del principe reggente del Portogallo, futuro re Giovanni VI. Dopo aver occupato diverse posizioni come giudice, suo padre fu scelto per essere un rappresentante dell'Angola alle Cortes portoghesi (Assemblea costituente) nel 1821, ma presto si unì al movimento per l'indipendenza del Brasile e fu membro della prima Corte suprema di giustizia del Brasile.
Eusébio si laureò in scienze giuridiche e sociali presso la Facoltà di Giurisprudenza di Olinda nel 1832. Fu eletto rappresentante provinciale come conservatore per Rio de Janeiro nel 1838. Nel 1842 fu eletto all'Assemblea Nazionale in rappresentanza di Rio de Janeiro, e fu rieletto per altri quattro mandati.
Fu capo della polizia di Rio de Janeiro e anche ministro della Giustizia dal 1848 al 1852 sotto il marchese de Olinda. La posizione a quel tempo includeva il comando della Guardia Nazionale, gli Affari Ecclesiastici (nomina dei vescovi, pagamento di sacerdoti e vescovi) e la nomina di giudici e capi di polizia.
Fu l'autore di una delle leggi più importanti dell'impero, la Lei Eusébio de Queirós, promulgata il 4 settembre 1850, che proibiva la tratta degli schiavi dall'Africa al Brasile. Sebbene ci fossero state leggi simili prima, fu sotto il suo mandato come ministro della Giustizia che il governo brasiliano, per la prima volta, agì efficacemente contro la tratta degli schiavi in Brasile (le leggi precedenti erano state approvate principalmente per placare gli inglesi, che si erano impegnati a porre fine alla tratta degli schiavi a livello internazionale). Dato che era stato capo della polizia a Rio de Janeiro, conosceva tutti i luoghi in cui potevano essere nascosti gli africani di contrabbando. Aveva anche buoni rapporti con gli uomini d'affari di Rio che trafficavano schiavi dall'Africa. Usando le sue informazioni e le sue relazioni, agì con severità nel reprimere il traffico proibito, assicurandosi che cessasse bruscamente.
Formulò la legge del 25 giugno 1850 che emanava il primo codice commerciale del Brasile. Questo è rimasto in vigore fino al 2002, quando il nuovo codice civile brasiliano ha incorporato il diritto commerciale. Fino ad oggi, tuttavia, rimane in vigore parte della legge marittima del codice commerciale del 1850.
Promulgò la legge fondiaria che estinse le tradizionali concessioni fondiarie e obbligò ad acquistare terreni pubblici mediante asta aperta, ma impedì anche agli immigrati appena arrivati di acquistare terreni. Organizzò il primo sistema penitenziario legale in Brasile, dedicando all'argomento lunghi tratti delle sue relazioni ministeriali. Collaborò con Irineu Evangelista de Sousa, visconte di Mauá per installare la prima illuminazione a gas a Rio de Janeiro.
Dopo essere stato ministro, fu giudice, senatore (1854) e membro del Consiglio di Stato (1855). Fu nominato Ministro della Corte Suprema di Giustizia con decreto del 1º marzo 1864. Essendo tale carica incompatibile con quella di Consigliere di Stato, chiese poi la pensione, che fu concessa da Pietro II con decreto del 21 marzo 1864. Nell'anno della sua morte risiedeva in Rua Santa Teresa nº 9, a Rio de Janeiro.

## Vita familiare
Eusébio de Queirós Matoso Ribeiro sposò Dona Raquel Francisca Castro Carneiro da Silva a Quissamã. Era la figlia del suo alleato politico José Carneiro da Silva, primo barone e primo visconte di Araruama, leader del partito conservatore di Rio de Janeiro.
Anche suo figlio Manuel de Queirós Matoso Ribeiro sposò, a Quissamã, Dona Anna Francisca de Loreto Lima Carneiro da Silva, figlia di Manuel Carneiro da Silva, visconte di Ururaí. Sua figlia Catarina de Queirós Matoso Ribeiro sposò, a San Paolo, Rodrigo Augusto da Silva, figlio del suo alleato politico José Manuel da Silva, barone di Tietê, leader del Partito Conservatore di San Paolo.
Eusébio era bisnonno di Eusébio de Queirós Matoso Barbosa, un importante uomo d'affari nella capitale di San Paolo, trisavolo dello storico Gilberto de Queirós Matoso, nonché di due sindaci di Quissamã, Arnaldo de Queirós Matoso e Armando Cunha Carneiro da Silva.

## Eredità
A lui è intitolato il comune di Eusébio a Ceará.